# Rialp

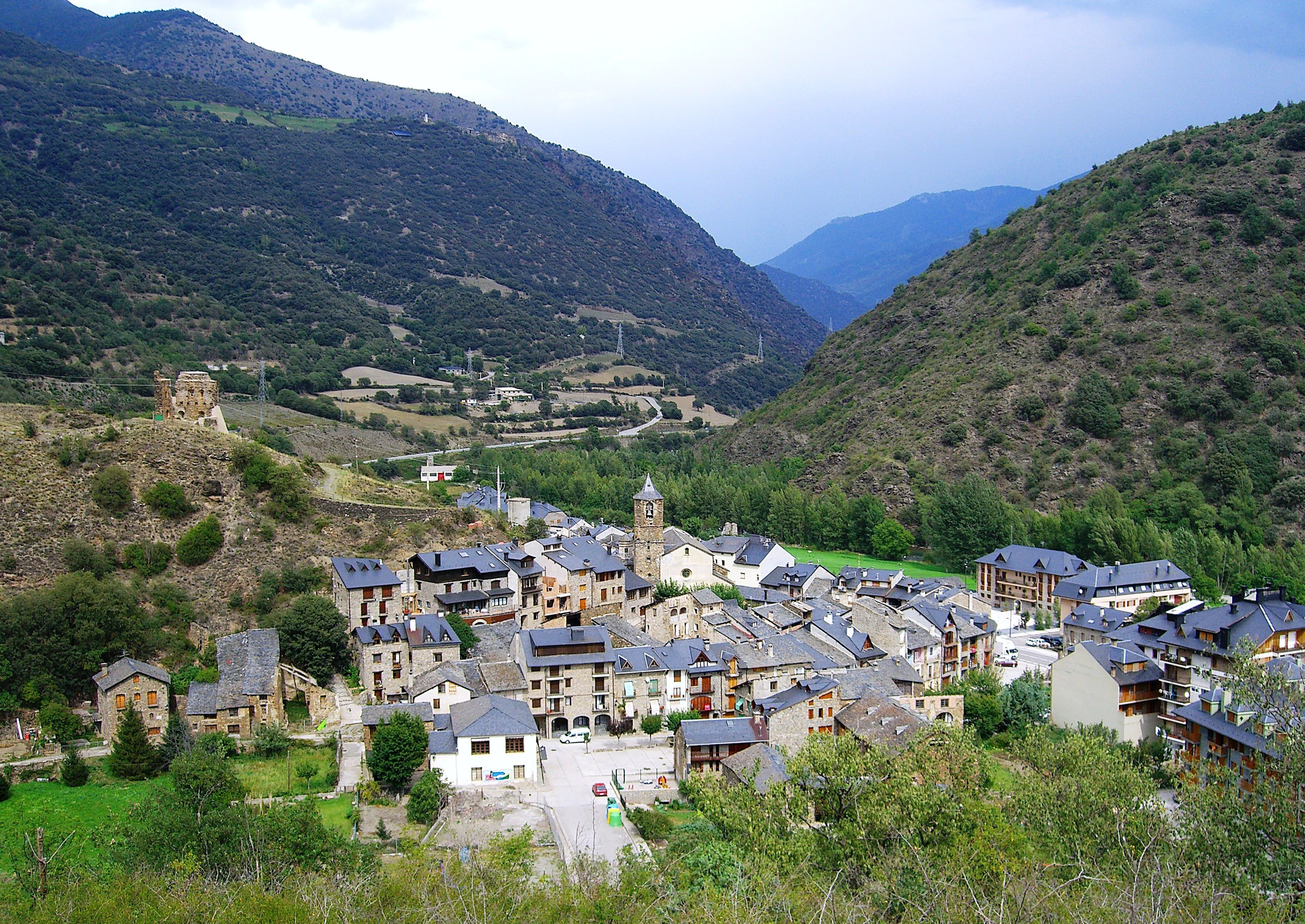
Rialp (Lleida)

Rialp è un comune spagnolo di 537 abitanti situato nella comunità autonoma della Catalogna.